# Rosette Poletti
Rosette Poletti (2 de octubre de 1938), es una enfermera, docente, autora y psicoterapeuta suiza. 

## Biografía
Después de estudiar enfermería en Ginebra, obtuvo una Licenciatura en Ciencias de la Educación en la Universidad de Ginebra (FAPSE), luego un diploma en Universidad de Ginebra. Obtuvo una maestría en Ciencias de la Enfermería, luego un doctorado en Ciencias de la Educación de la Universidad de Columbia en Nueva York y enseña en la Universidad Pace en Nueva York.
De regreso a Suiza, fue codirectora de la Escuela Superior de Educación en Enfermería en Lausana y posteriormente, ejerció la psicoterapia, escribió la columna de cartas a los lectores del periódico La Mañana (Le Matin), fue responsable de un centro de formación para apoyar a personas en dificultad y trabaja como experta para la Organización Mundial de la Salud (OMS).

## Libros
- 2008, Soltarse (ISBN 978-84-293-1753-4)
- La resciliencia.
- 2016, Cuaderno de ejercicios. Aumentar la autoestima (ISBN 978-84-92716-27-2)
- Cuaderno de ejercicios. Para vivir relajado (ISBN 978-84-92716-28-9)
- Cuaderno de ejercicios. Maravillarse por las cosas (ISBN 978-84-92716-97-5)